# Burg Flyhöhe

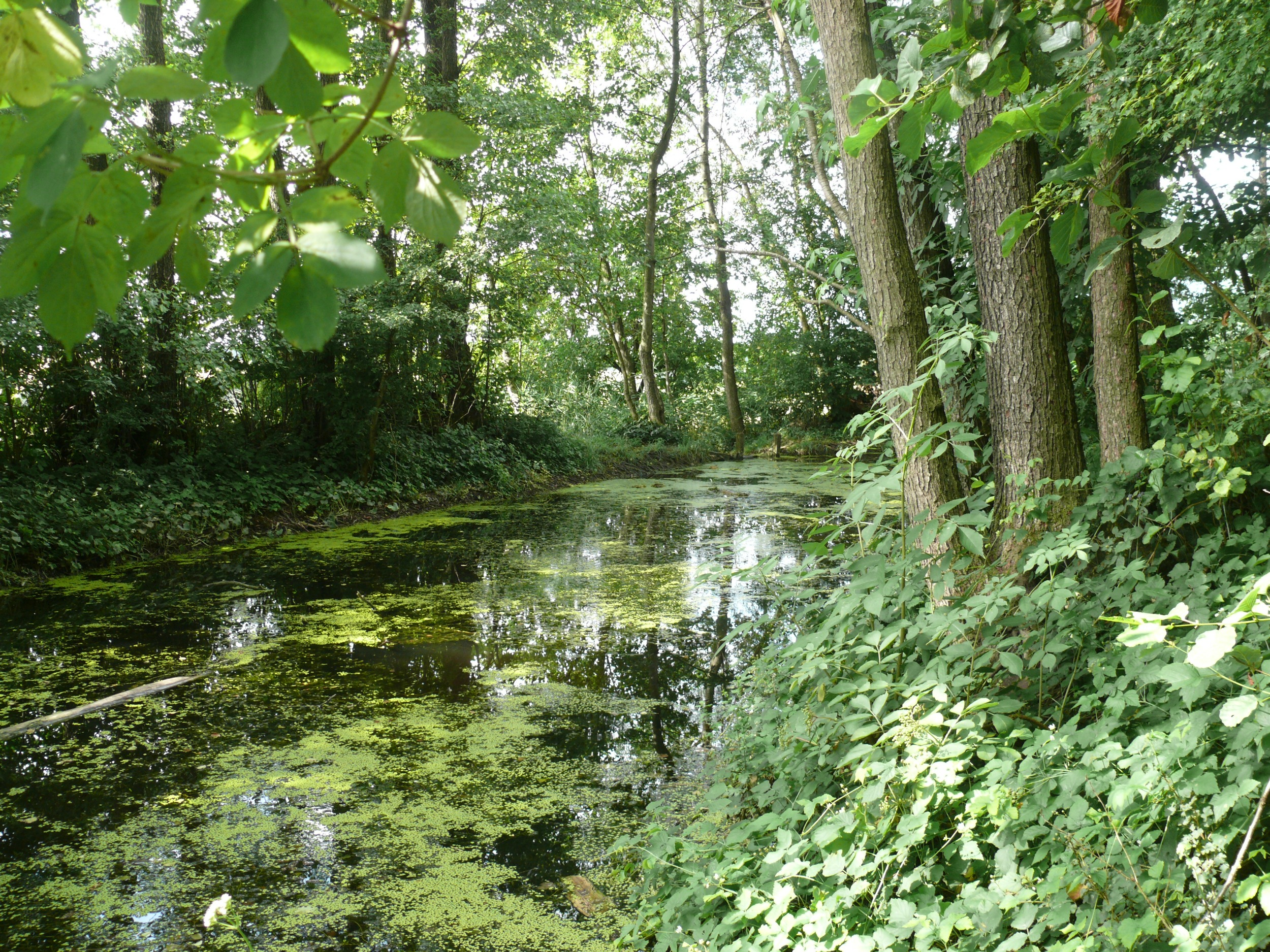
Wassergefüllter Burggraben

Die Burg Flyhöhe ist eine abgegangene Turmhügelburg (Motte) in einem Acker- und Wiesengelände rund 1.200 Meter südöstlich der evangelischen Ulrichskirche der Gemeinde Blaufelden im Landkreis Schwäbisch Hall in Baden-Württemberg.

## Geschichte
Über die ehemalige Turmhügelburg bei Blaufelden ist bis heute keine urkundliche Erwähnung bekannt, auch der ursprüngliche Name der Anlage oder ihr Erbauer sind völlig unbekannt.
Nach Alois Schneider könnte die Burg zumindest während der Stauferzeit ein Sitz von Reichsministerialen gewesen sein. 1157 wurde ein Edelfreier namens Einwich de Bauelden, ein Ortsadeliger von Blaufelden, in einer Urkunde des Klosters Schöntal erwähnt. Auch später wurden noch adelige Familien von Blaufelden und von Blaubach genannt, allerdings kann keine dieser Familien eindeutig mit der Burg in Verbindung gebracht werden. 
Der Flurname Flyhöhe könnte sich eventuell von fliehen oder Flucht ableiten. Wahrscheinlicher aber ist ein Bezug zum mittelhochdeutschen Wort vlins, das für Kiesel oder harter Stein steht. Die lehmige Umgebung der Burgstelle ist stark mit Feuersteinen durchsetzt.
Bei zwei Grabungsschnitten, die Emil Kost im Jahr 1949 am Randbereich des zentralen Burghügels durchführte, wurden Keramikscherben gefunden, die Kost in die Zeit zwischen dem 11. und dem 14. Jahrhundert datierte. Des Weiteren stellte er Spuren eines Brandes fest. Ob die damalige Datierung der Keramik aber heutigen Maßstäben noch standhalten kann, ist ungewiss, auch da über den Verbleib der Funde nichts bekannt ist. Schneider datiert die Anfänge der Anlage ebenfalls, auch aufgrund der flachen Hügelanschüttung, vorsichtig in das 11./12. Jahrhundert.
Die Funktion der Motte ist ebenfalls unbekannt, könnte aber in der Überwachung eines Abschnitts der in unmittelbarer Nähe vorbeiziehenden Altstraße von Würzburg nach Ulm, der Kaiserstraße, gelegen haben. Die Straße zog hier etwa auf der Trasse der heutigen Bundesstraße 290 entlang.
Eine Zerstörung der Burg könnte 1449 im Städtekrieg erfolgt sein, als auch das nahe Blaufelden mit seiner Wehrkirche von den Reichsstädten erobert und zerstört wurde. Zur Burg gehörte wohl auch ein Wirtschaftshof, der sich nach Lesefunden in der Umgebung der Anlage befand. Der Weiler ist ebenfalls im Spätmittelalter wüst gefallen.

## Beschreibung
Der Burgstall der ehemaligen Niederungsburg befindet sich inmitten landwirtschaftlich genutzter Flächen auf dem nur leicht abfallenden Nordrand des Tiefentales, das nach westsüdwestlichen Verlauf in das Tal der Blaubach mündet. Der Durchmesser der gesamten fast kreisrunden Anlage beträgt etwa 60 Meter und besteht aus einem zentralen Kernhügel, der von einem Wassergraben mit Außenwall umgeben ist. Ein Vorburgbereich lässt sich heute nicht mehr erkennen.
Der künstlich angelegte Kernhügel hat einen annähernd kreisrunden Grundriss mit einem Durchmesser von etwa 32 Metern und einer Höhe von etwa zwei Metern. Spuren ehemaliger Bebauung lassen sich auf der flachen und mit Bäumen bewachsenen Kuppe nicht mehr feststellen. Dieser Kernbereich ist heute durch einen erst in jüngster Zeit im Norden der Anlage aufgeschütteten Damm durch den Wassergraben erreichbar. Dieser Wassergraben umgibt den Kernhügel auf allen Seiten und hat in der Südhälfte heute noch eine größte Breite von bis zu sieben Metern. Er wird durch eine ständig schüttende Quelle im Ostteil des Grabens gespeist. An der Außenseite des Grabens wurde als zusätzlicher Schutz noch ein Randwall aufgeschüttet, er ist im nördlichen Bereich des Burgstalls heute verebnet, im Südbereich zum Tal hin noch bis zu 1,5 Meter hoch erhalten. Die Außenböschung des Walls ist in diesem Teil weit abgeschleppt. Auch der Wall ist heute mit Bäumen bestanden.
Der Sage nach war der Turmhügel unterirdisch mit einem weiteren Burgstall im Demutswald, etwa 650 Meter westsüdwestlich der Flyhöhe gelegen, verbunden. Bei diesem angeblichen Burgstall handelt es sich aber in Wirklichkeit um einen angetrichterten Grabhügel, eine Verbindung kann ausgeschlossen werden.